# 放課後ティータイム (アルバム)
『放課後ティータイム』（ほうかごティータイム）は、「放課後ティータイム」の1枚目のミニアルバム。2009年7月22日にポニーキャニオンから発売された。

## 概要
TBS系列の一部とBS-TBSで放送のテレビアニメ『けいおん!』の劇中歌を収録したミニアルバム。
同作の登場キャラクターからなる桜高軽音部（平沢唯〈豊崎愛生〉、秋山澪〈日笠陽子〉、田井中律〈佐藤聡美〉、琴吹紬〈寿美菜子〉）の4人、そして新入部員の中野梓（竹達彩奈）を加えたバンドユニット「放課後ティータイム」名義の作品。
本編第12話で歌われた「ふわふわ時間（唯Vocal Ver.）」、第8話で歌われた「わたしの恋はホッチキス」、第12話で歌われた「ふでペン 〜ボールペン〜」、またアニメ内では第8話でのエンディング部分の演奏とタイトル名のみの登場となった「カレーのちライス」の4曲で構成されている。
アルバムタイトルであるバンド名の「放課後ティータイム」は、劇中では2年時の学園祭直前（原作第2巻p74、アニメ第11話）に決定したものである。この作品はStudio Mix盤とLive Mix盤の2パターンで収録した2枚組であり、初回限定盤として、キラキラ外箱、ワンコーラス分の全曲メロ譜が封入されている。
なお、収録された全曲について、劇中では登場人物である秋山澪が作詞、琴吹紬が作曲を手掛けたという設定になっているが、実作詞・作編曲は別の人物が担当している。
2013年3月20日に発売された『K-ON! MUSIC HISTORY'S BOX』で、本作の「Disc-1（StudioMix）」「Disc-2（LiveMix）」をまとめた物がディスク3として収録されている。

## 販売・評価など
オリコンの集計では、発売前日の2009年7月21日付デイリーチャートで1位にランクインした後、同年7月25日付デイリーチャートまで5日連続1位を記録する。さらに同年8月3日付週間チャートでは初登場1位を獲得、アニメのキャラクター名義で発売されたCDとしては、シングル・アルバム通じてオリコンチャート史上初、映画・ドラマのキャラクター名義の楽曲を含めても『スワロウテイル』の劇中に登場した、YEN TOWN BANDのアルバム『MONTAGE』が1996年9月に記録して以来12年10か月ぶり2組目となる快挙を達成した。声優が歌ったCDとしても、2009年6月15日付のアルバムチャートで1位を獲得した、水樹奈々の『ULTIMATE DIAMOND』以来、2作目となる。
日本レコード協会より2009年7月度ゴールド認定作品と発表された。『けいおん!』に関するCDでは「Cagayake!GIRLS」、「Don't say "lazy"」に続いて3作目のゴールド認定となった。着うたフルでは、本作収録バージョンの「ふわふわ時間」が2012年12月度ゴールド認定作品と発表された（シングルバージョンは既にゴールド認定されている）。
アメリカのロックバンド、メガデスの元メンバーで、日本在住のギタリスト、マーティ・フリードマンは『日経エンタテインメント!』2009年10月号のコラム『マーティ・フリードマンのJ-POPメタル斬り』で『けいおん!』および本CDのことに触れ、「アメリカでも30年前に『アーチーでなくちゃ!』という番組から生まれた「アーチーズ」というバンドが流行った。アニメの中に存在するアーチーズは神秘的な存在で応援したくなったのだと思う。今の日本で『けいおん!』にハマっている人たちも同じ気持ちでは」と分析、楽曲に関しても1曲目の「カレーのちライス」について「声優さんのボーカルとオルガンのパートを抜いたら普通にかっこいいハードロック風のポップパンクだが、ボーカルは8歳の女の子が歌っていると思うくらいのベビーボイスで、さらに歌詞の内容がカレーライスについて歌っていることが衝撃的だった。食べ物のことについて歌う歌詞は洋楽のロックではあり得ず、世界一の食文化を誇る日本ならでは」と評価している。

## 収録曲

### Disc-1（Studio Mix）
1. カレーのちライス [3:16]
作詞：稲葉エミ、作曲・編曲：前澤寛之
メインヴォーカル：平沢唯（5人編成）
当曲をイメージした焼きカレーパン（中辛）が、2011年5月10日からローソンで行われたフェアの際に山崎製パンから発売された。
2. わたしの恋はホッチキス [4:24]
作詞：稲葉エミ、作曲：藤末樹、編曲：百石元
メインヴォーカル：平沢唯&秋山澪（5人編成）
アニメ2期第1話において唯による鼻歌バージョンが使われており、このバージョンが『放課後ティータイムII』とアニメ2期DVD/Blu-ray Disc第5巻購入者を対象にしたキャンペーン賞品として、CD化され、応募者全員に発送された。なお当初は当選者1万人に発送する予定であった[10]。
3. ふでペン 〜ボールペン〜 [3:57]
作詞：稲葉エミ、作曲・編曲：川口進
メインヴォーカル：平沢唯（5人編成）
4. ふわふわ時間 [3:56]
作詞：秋山澪[注 4]、作曲・編曲：前澤寛之
メインヴォーカル：平沢唯（5人編成）
既出のシングルバージョンとはメインヴォーカルが異なり、2本目のギターパートが追加されている。
PSP用ゲームソフト『けいおん! 放課後ライブ!!』（15秒版）CMソング、芳文社まんがタイムKRコミックス『けいおん!』CMソングとして使われている。

### Disc-2（Live Mix）
1. カレーのちライス （#8『新歓!』Mix） [3:18]
メインヴォーカル：平沢唯
2. わたしの恋はホッチキス （#8『新歓!』Mix） [4:28]
メインヴォーカル：平沢唯（冒頭のみ：秋山澪）
3. ふでペン 〜ボールペン〜 （#12『軽音!』Mix） [3:58]
メインヴォーカル：秋山澪
4. ふわふわ時間 （#12『軽音!』Mix） [4:05]
メインヴォーカル：平沢唯